# Marvin Thomson
Marvin Thomson (26 de janeiro de 1923 — 17 de abril de 1967) foi um ciclista olímpico estadunidense. Representou sua nação nos Jogos Olímpicos de Verão de 1948.